# Sant Simeó de Centelles
Sant Simeó de Centelles és una obra del municipi de Rajadell (Bages) inclosa en l'Inventari del Patrimoni Arquitectònic de Catalunya i a l'Inventari del Patrimoni Arqueològic i Paleontològic de Catalunya.

## Descripció
Església romànica enrunada, de la qual només se'n conserven fragments dels murs de la nau. L'edifici és totalment perdut però els carreus conservats ens indiquen que podria tractar-se d'un edifici molt senzill, amb carreus força petits i irregulars. Molt segurament podria ser una església d'una sola nau amb absis a llevant i coberta amb volta de canó, el qual fou abandonat ja en època medieval.

## Història
L'església de Sant Simeó estava situada dins el terme del castell de Rajadell, molt a prop del mas Centelles que li dona nom. L'església és documentada des de l'any 1154 com a parròquia categoria que hauria perdut ben aviat. Molt segurament fou abandonada al segle xiv degut als afectes de la Pesta Negra. Al segle xvii el mas Centelles va construir una nova capella prop de la masia.